# طنبدي (شبين الكوم)
طنبدي إحدى قرى مركز شبين الكوم التابع لمحافظة المنوفية بجمهورية مصر العربية.

## التاريخ
قرية طنبدي من القرى القديمة، واسمها الأصلي وقت الفتح الإسلامي لمصر تامبت (بالإنجليزية: Tambet)‏، وقد وردت باسم طمبدي في كتاب قوانين الدواوين للأسعد بن مماتي من أعمال المنوفية وقال أنها من كفور البتانون، وهو الاسم الذي وردت به في الروك الصلاحي الذي أجراه السلطان الأيوبي الناصر صلاح الدين سنة 572هـ/1176م، كما وردت باسم طمبدي في أعمال المنوفية ضمن قرى الروك الناصري التي أحصاها ابن الجيعان في كتاب «التحفة السنية بأسماء البلاد المصرية». وفي العصر العثماني كان اسمها في تربيع سنة 933هـ/1527م الذي أجراه الوالي العثماني سليمان باشا الخادم في عصر السلطان العثماني سليمان القانوني طمبدي ضمن قرى ولاية المنوفية، وفي تاريخ 1228هـ/1813م الذي عدّ قرى مصر بعد المسح الذي قام به محمد علي باشا باسم طنبدي ضمن قرى مديرية المنوفية.

## السكان
بلغ عدد سكان طنبدي 12,844 نسمة، حسب الإحصاء الرسمي لعام 2006.